# Gare d’Hesdigneul
Gare d’Hesdigneul vasútállomás Franciaországban, Hesdigneul-lès-Boulogne településen.

## Vasútvonalak
Az állomást az alábbi vasútvonalak érintik:
- Longueau–Boulogne-vasútvonal

## Kapcsolódó állomások
A vasútállomáshoz az alábbi állomások vannak a legközelebb:
- Gare de Pont-de-Briques
- Gare de Neufchâtel-Hardelot